# KylieFever2002: Live in Manchester
A KylieFever2002: Live in Manchester az ausztrál énekesnő Kylie Minogue koncert DVD-je, amit 2002. május 4-én rögzítettek a manchesteri Manchester Aréna-ban a KylieFever2002 turné alatt. A DVD-t 2002. november 18-án adták ki és egy teljes két órás koncertet, egy 30 perces kulisszák mögötti riportot, a „Cowboy Style”, a „Light Years”/„I Feel Love”, az „I Should Be So Lucky”, és a „Burning Up” című dalok élő felvételeit valamint egy fotógalériát tartalmaz.

## Számlista
Act 1: Silvanemesis
1. „Come into My World”
2. „Shocked”
3. „Love at First Sight”
4. „Fever”

Act 2: Droogie Nights
1. „Spinning Around”

Act 3: The Crying Game
1. „The Crying Game Medley”

Act 4: Streetsyle
1. „GBI: German Bold Italic”
2. „Confide in Me”
3. „Cowboy Style”
4. „Kids”

Act 5: Sex in Venice
1. „On a Night Like This”
2. „The Loco-Motion”
3. „In Your Eyes”

Act 6: Cybertronica
1. „Limbo”
2. „Light Years”/„I Feel Love”
3. „I Should Be So Lucky”/„Dreams”

Act 7: Voodoo Inferno
1. „Burning Up”
2. „Better the Devil You Know”

Encore
1. „Can’t Get You Out of My Head”

## Minősítések és eladási adatok
| Ország                   | Helyezések         | Eladások |
| ------------------------ | ------------------ | -------- |
| Kanada (Music Canada)    | Platinalemez       | 10 000+  |
| Németország (BVMI)       | Aranylemez         | 25 000+  |
| Egyesült Királyság (BPI) | 2×-es platinalemez | 100 000+ |

## Külső hivatkozások
- Kylie Minogue hivatalos honlapja (angolul)